# Henbury (Cheshire)
Pour les articles homonymes, voir Henbury.
 (juillet 2018).
Si vous disposez d'ouvrages ou d'articles de référence ou si vous connaissez des sites web de qualité traitant du thème abordé ici, merci de compléter l'article en donnant les références utiles à sa vérifiabilité et en les liant à la section « Notes et références ».

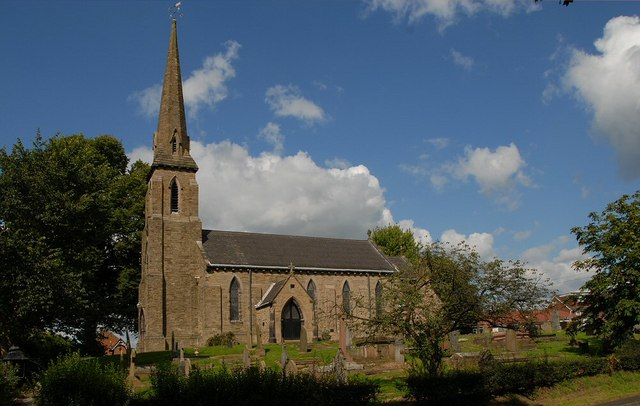
L'église paroissiale de St Thomas

Henbury est une civil parish (paroisse civile) située dans l'autorité unitaire de Cheshire East et dans le comté traditionnel du Cheshire, en Angleterre. Sa population était de 561 habitants en 2011.